# 남동부네눈주머니쥐
남동부네눈주머니쥐(Philander frenatus)는 남아메리카에 사는 주머니쥐의 일종이다. 브라질과 파라과이 그리고 아르헨티나의 대서양림에서 발견된다.

## 특징
남동부네눈주머니쥐는 크고 잩은 회색을 띠는 주머니쥐이다. 등 쪽의 털은 짙은 회색이고 옆구리도 회색이지만 등보다는 연한 색을 띤다. 복부 쪽 털은 흰색 또는 크림색을 띤다. 목의 털은 기부가 회색이지만, 목 중심선을 따라 이어지는 크림색의 수직 줄무늬에 의해 두 부분으로 나뉜다. 털 길이는 짧다. 꼬리는 전체가 짙은 갈색 또는 검은 색을 띤다.